# Entente Blegnytoise
Entente Blegnytoise is een Belgische voetbalclub uit Blegny. De club is aangesloten bij de KBVB met stamnummer 236 en heeft geel, groen en rood als kleuren. De club speelde in haar bestaan al ruim anderhalf decennium in de nationale reeksen.

## Geschiedenis
Rond 1922 sloot Blegny FC zich aan bij de Belgische Voetbalbond. De club bleef er verschillende decennia in de provinciale reeksen spelen.
In 1968 promoveerde Blegny voor het eerst naar de nationale bevorderingsreeksen of Vierde Klasse. De club kon er zich de volgende seizoenen vlot handhaven in de middenmoot, tot men in 1975 voorlaatste eindigde en na zeven jaar nationaal voetbal weer naar Eerste Provinciale zakte. Daar bleef men niet lang, want een jaar later promoveerde men alweer naar Vierde Klasse. Blegny kon zich weer meerdere seizoenen handhaven in Vierde Klasse, tot men in 1984 weer eens voorlaatste werd. Na acht seizoenen degradeerde de club zo nog eens naar Eerste Provinciale, maar net als de vorige keer promoveerde men al een jaar later meteen terug naar Vierde Klasse. De derde terugkeer in Vierde bleek echter geen succes. Blegny FC werd laatste in zijn reeks en zakte terug naar de provinciale reeksen. De club had van de voorbije 18 seizoenen er 16 nationaal gespeeld, maar verdween nu voor langere tijd in het provinciaal voetbal, waar men zelfs af en toe wat verder wegzakte.
Op het eind van de jaren 90 kwam het tot een samenwerking tussen vier clubs uit de gemeente Blegny. Eerst gingen RUSC Saint-Rémy en FC Housse samen tot Levallois en in 1997 smolt deze club met R. Blegny FC en Sports et Loisirs Mortier (SL Mortier) samen tot Royal Entente Blegnytoise. De fusieclub speelde verder in Eerste Provinciale met stamnummer 236 van Blegny. De clubkleuren werden geel groen en rood.
In 2010 eindigde Blegnytoise al als tweede in Eerste Provinciale, op amper een punt van kampioen Etoile Elsautoise, maar in 2011 werd Entente Blegnytoise uiteindelijk toch kampioen. Na een kwarteeuw promoveerde de club zo nog eens naar Vierde Klasse, voor het eerst als fusieclub.

## Resultaten
| Seizoen | Klasse | Klasse | Klasse | Klasse | Klasse | Klasse | Reeks               | Punten | Opmerkingen                       |
|         | I      | II     | III    | IV     | P.I    | P.II   |                     |        |                                   |
| ------- | ------ | ------ | ------ | ------ | ------ | ------ | ------------------- | ------ | --------------------------------- |
| 2008/09 |        |        |        |        | 5      |        | Eerste Prov. Luik   | 47     |                                   |
| 2009/10 |        |        |        |        | 2      |        | Eerste Prov. Luik   | 63     |                                   |
| 2010/11 |        |        |        |        | 1      |        | Eerste Prov. Luik   | 70     |                                   |
| 2011/12 |        |        |        | 13     |        |        | Vierde Klasse D     | 31     | Redding via eindronde             |
| 2012/13 |        |        |        | 14     |        |        | Vierde Klasse D     | 27     |                                   |
| 2013/14 |        |        |        |        | 8      |        | Eerste Prov. Luik   | 41     |                                   |
| 2014/15 |        |        |        |        | 14     |        | Eerste Prov. Luik   | 26     | Degradatie                        |
| 2015/16 |        |        |        |        |        | 12     | Tweede Prov. Luik   | 32     |                                   |
| 2016/17 |        |        |        |        |        | 2      | Tweede Prov. Luik   | 59     |                                   |
| 2017/18 |        |        |        |        |        | 3      | Tweede Prov. Luik   | 58     |                                   |
| 2018/19 |        |        |        |        |        | 7      | Tweede Prov. Luik   | 44     |                                   |
| 2019/20 |        |        |        |        |        | 5      | Tweede Prov. Luik B | 38     |                                   |
| 2020/21 |        |        |        |        |        | -      | Tweede Prov. Luik B | -      | Seizoen geschrapt wegens Covid-19 |
| 2021/22 |        |        |        |        |        | 8      | Tweede Prov. Luik B | 39     |                                   |
| 2022/23 |        |        |        |        |        | 5      | Tweede Prov. Luik B | 52     |                                   |
| 2023/24 |        |        |        |        |        | 3      | Tweede Prov. Luik B | 56     |                                   |
| 2024/25 |        |        |        |        |        | 13     | Tweede Prov. Luik B | 26     |                                   |
| 2025/26 |        |        |        |        |        |        | Tweede Prov. Luik B |        |                                   |